# Богданович, Александр Владимирович
Александр Владимирович Богданович (22 октября (3 ноября) 1874, Смоленск — 6 апреля 1950, Москва) — российский и советский оперный певец (лирический тенор), вокальный педагог, общественный деятель, заслуженный артист Республики[какой?] (1925).

## Биография
Александр Владимирович Богданович появился на свет 22 октября (3 ноября) 1874 года в Смоленске. Отец Владимир Парфенович и мать, Мария Флоровна были школьными учителями. После окончания гимназии он решил стать врачом и поступил на медицинский факультет Московского университета. В годы учебы его начали интересовать общественно-политические события в России, и он вступил в революционные группы, что привело к многолетнему полицейскому наблюдению за ним. Он не раз попадал в заключение, в том числе и в Бутырскую тюрьму, а также был исключен из университета, который впоследствии закончил, сдав государственные экзамены в Казанском университете. В 1899 году ему пришлось вернуться в Смоленск, где он избежал службы в армии и начал работать в земской больнице.
Получив диплом в 1900 году, он вновь присоединился к революционным движениям и начал собирать средства для политических заключенных. С 1897 года он занимался вокалом под руководством Леонида Собинова, что позволило ему принять участие в музыкальных вечерах в Смоленске. В 1901 году Александр перебрался в Петербург, где начал обучение у Ирины Оноре и с тех пор его карьера певца начала стремительно развиваться, включая выступления в театре и участие в симфонических концертах. Александр Владимирович уже познакомился со многими исполнителями и музыкальными деятелями, которые рекомендовали ему серьёзно рассмотреть возможность вокальной карьеры. После нового ареста они обратились к лучшим адвокатам, а Леонид Собинов встретился с влиятельным чиновником Петром Святополком-Мирским и добился разрешения для Богдановича продолжить музыкальное обучение. «Как только Ваше здоровье улучшится, Вам нужно будет заняться пением», — писал Собинов 26 января 1902 года Александру Владимировичу, который всё еще находился в предварительном заключении. — «Не стоит скрывать то, что Вам даровано природой, особенно в таком отличном виде. Надеемся, что по окончании Вашего дела Вы останетесь в Петербурге и начнете свою артистическую карьеру».

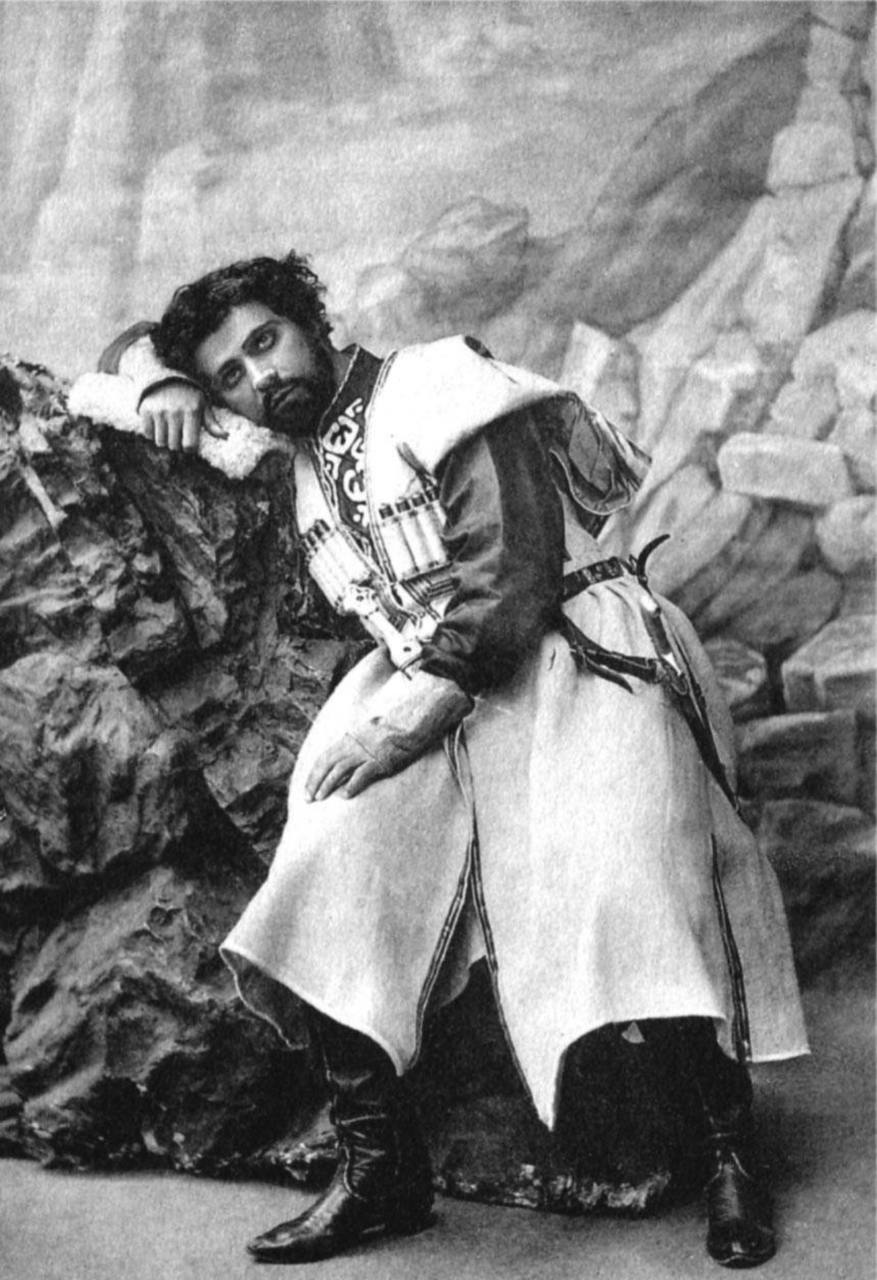
А. В. Богданович в роли Синодала из оперы «Демон»

Карьера Богдановича стартовала в 1902 году, когда он начал выступать в симфонических концертах Шереметевского оркестра в Петербурге. В 1903 году он пел в Русско-итальянской антрепризе у К. Гвиди, дебютировав в партии Синодала в опере «Демон» А. Г. Рубинштейна. В 1904 году театральная дирекция отправила его учиться в Милан к педагогам А. Броджи и Ф. Валеро. Вернувшись, в сезоне 1904—1905 гг. он работал в Тифлисской опере у Л. Дальского, а затем продолжил карьеру в Петербургском Народном доме и Мариинском театре, где дебютировал в партии Фауста.
В 1906 году он получил приглашение от Дирекции Большого театра, став там постоянным исполнителем до 1936 года. Он снова дебютировал в известной партии Синодала и исполнял роли лирического тенора рядом с Л. В. Собиновым и Д. А. Смирновым. Богданович стал первым исполнителем партии Пинкертона в «Чио-Чио-сан» Дж. Пуччини и партии Рылеева в «Декабристах» В. А. Золотарева.
Богданович обладал прекрасным голосом мягкого тембра и безупречной вокальной техникой (итальянское бельканто). Н. Н. Озеров вспоминал спектакль «Садко», где роль «Индийского гостя пел А. В. Богданович, истинный артист с голосом исключительного тембра». Он активно участвовал в концертах Керзинского кружка и был первым исполнителем множества романсов таких композиторов, как А. Т. Гречанинов, С. В. Рахманинов и Н. Н. Черепнин.
Пел под управлением отечественных дирижеров У. И. Авранека, М. М. Ипполитова-Иванова, Э. А. Купе-ра и др. Александр Владимирович много путешествовал по России с концертами, выступая вместе с супругой, певицей М. Г. Гуковой из Большого театра. Он часто давал бесплатные выступления для трудящихся или организовывал концерты в поддержку студентов. В годы Первой мировой войны Богданович стал инициатором и участником мероприятий в госпиталях и лазаретах. Он организовал продовольственный пункт для беженцев, помогая им как врач, а также открыл госпиталь на средства артистов и возглавил его. Во время событий революции 1917 года он принимал раненых и оказывал им помощь. В 1919 году он участвовал в учреждении оперной студии при Большом театре под руководством К. С. Станиславского и преподавал вокал вместе с М. Гуковой молодым исполнителям. Станиславский высоко ценил дарования своих коллег и отмечал: «Я не только обучал, но и сам учился у М. Г. Гуковой и А. В. Богдановича», — писал он в своей книге «Моя жизнь в искусстве». Также, безвозмездно отдаваясь работе, Богданович трудился в Правлении дома ученых, куда его порекомендовал Н. А. Семашко. В 1925 году он получил звание заслуженного артиста республики за вклад в оперное искусство и театральную деятельность. С 1934 года занимал пост заведующего оперной труппой Большого театра, но в 1936 году вынужден был оставить его по состоянию здоровья. Позже он работал в Всероссийском театральном обществе, возглавляя кабинет музыкальных театров и консультируя молодежь. Во время Великой Отечественной войны руководил фронтовым театром, который сам организовал. Александр Владимирович Богданович скончался 6 апреля 1950 года в Москве. Память о нем как о выдающемся певце и общественном деятеле сохранилась в грамзаписях начала 1900-х годов, сделанных фирмами «Колумбия» и «Пате».

## Семья
Александр Владимирович был женат на оперной певице Большого театра Маргарите Георгиевне Гуковой-Богданович. Брак был счастливый, пара прожила вместе более 40 лет, вплоть до смерти Богдановича. В браке у двух талантливых певцов родилась одна дочь — Татьяна Александровна (1907-? г.)

## Партии
В репертуаре Александра Владимировича около 40 партий, среди них крупнейшие партии русской и зарубежной оперной классики.

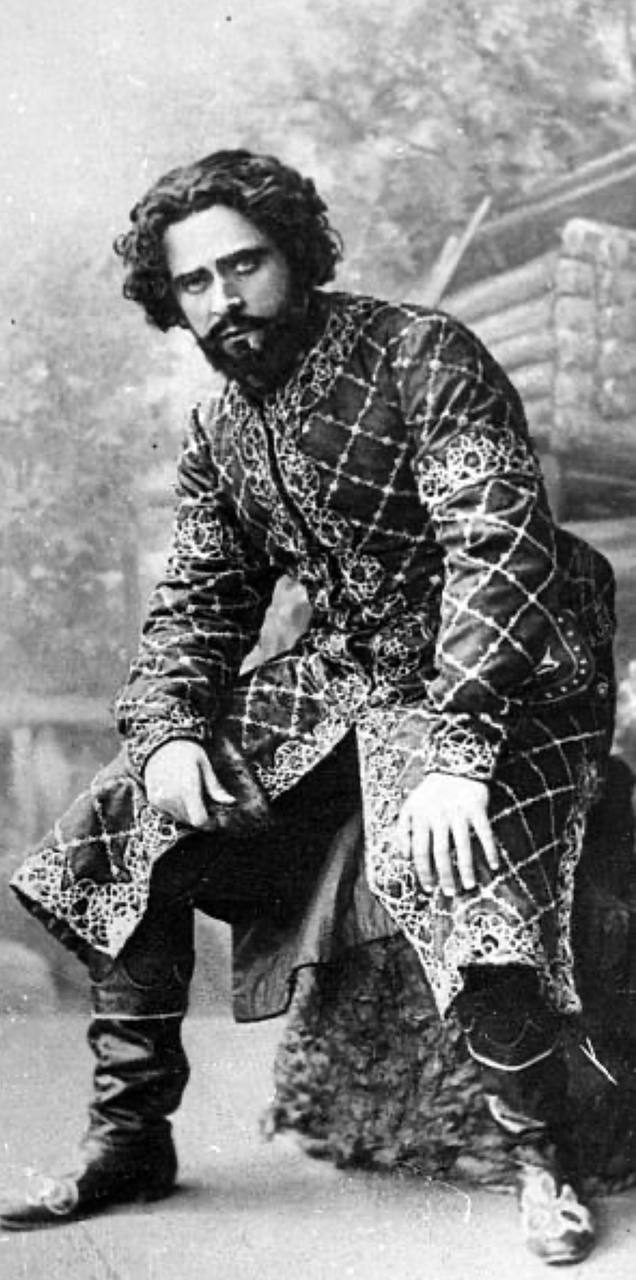
А. В. Богданович в роли Князя из оперы «Русалка»

Ленский («Евгений Онегин» П. И. Чайковского)
Андрей («Мазепа» П. И. Чайковского)
Вакула («Черевички» П. И. Чайковского)
Водемон («Иоланта» П. И. Чайковского)
Левко («Майская ночь» Н. А. Римского-Корсакова)
Берендей («Снегурочка» Н. А. Римского-Корсакова)
Моцарт («Моцарт и Сальери» Н. А. Римского-Корсакова)
Индийский гость («Садко» Н. А. Римского-Корсакова)
Гвидон («Сказка о царе Салтане» Н. А. Римского-Корсакова)
Самозванец («Борис Годунов» М. П. Мусоргского)
Андрей Хованский («Хованщина» М. П. Мусоргского)
Владимир Игоревич («Князь Игорь» А. П. Бородина)
Баян, Финн («Руслан и Людмила» М. И. Глинки)
Пленник («Кавказский пленник» Ц. А. Кюи)
Князь («Русалка» А. С. Даргомыжского)
Синодал («Демон» А. Г. Рубинштейна)
Владимир Дубровский («Дубровский» Э. Ф. Направника)
Оле («Оле из Норланда» М. М. Ипполитова-Иванова)
Рылеев («Декабристы» В. А. Золотарева)
Альфред («Травиата» Дж. Верди)
Фауст («Фауст» Ш. Гуно)
Ромео («Ромео и Джульетта» Ш. Гуно)
Надир («Искатели жемчуга» Ж. Бизе)
Джеральд («Лакме» Л. Делиба)
Лоэнгрин («Лоэнгриг» Р. Вагнера)
Пинкентон («Чио-чио-сан» Дж. Пуччини) и др.